# Colias tibetana
Colias tibetana is een vlindersoort uit de familie van de Pieridae (witjes), onderfamilie Coliadinae.
Colias tibetana werd in 1923 beschreven door Riley.